# Arthur Mackley
Arthur Mackley (3 de julio de 1865 – 21 de diciembre de 1926) fue un actor y director cinematográfico inglés, activo en la época del cine mudo. Especializado en el rodaje de wésterns, se ganó el apodo de "Sheriff" por interpretar frecuentemente al personaje del Sheriff.

## Biografía
Nacido en Portsmouth, Inglaterra, actuó en más de 150 filmes entre 1910 y 1925. Además dirigió 64 cintas entre 1911 y 1915, 26 de ellas al menos para Reliance-Mutual. Fue productor de una película y trabajó como guionista en tres.
Mackley empezó a actuar en 1910 con la cinta The Tout's Remembrance, dirigida por Broncho Billy Anderson para Essanay Studios. La compañía, con sede en Chicago, produjo numerosos wésterns bajo la dirección de Anderson, que llegó a convertirse en la primera estrella cowboy del cine. Mackley fue uno de los actores preferidos en los wésterns de Anderson, que había escogido como base para su trabajo la localidad de Fremont (California), tras haber rodado a menudo en Colorado y Texas. 
Mackley, que también había iniciado labores de dirección en 1911, permaneció con Essanay hasta 1913. En muchas de sus películas tenía como compañera de reparto a su mujer, la actriz Julia Mackley (1878-1964). El último film de Mackley se rodó en 1925.
Arthur Mackley falleció en Los Ángeles, California, en 1926, a los 61 años de edad.

## Filmografía completa

### Actor

#### 1910
- The Tout's Remembrance, de Broncho Billy Anderson (1910)
- Patricia of the Plains, de Broncho Billy Anderson (1910)
- The Silent Message, de Broncho Billy Anderson (1910)
- A Westerner's Way, de Broncho Billy Anderson (1910)
- The Masquerade Cop, de Broncho Billy Anderson (1910)
- Hank and Lank: As Sandwich Men, de Broncho Billy Anderson (1910)
- The Tenderfoot Messenger, de Broncho Billy Anderson (1910)
- The Bad Man's Christmas Gift, de Broncho Billy Anderson (1910)
- A Gambler of the West, de Broncho Billy Anderson (1910)

#### 1911
- The Count and the Cowboys, de Broncho Billy Anderson (1911)
- The Bad Man's First Prayer, de Broncho Billy Anderson (1911)
- The Girl of the West, de Broncho Billy Anderson (1911)
- The Border Ranger, de Broncho Billy Anderson (1911)
- The Two Reformations, de Broncho Billy Anderson (1911)
- The Cattleman's Daughter, de Broncho Billy Anderson (1911)
- The Outlaw and the Child, de Broncho Billy Anderson (1911)
- The Romance on 'Bar O', de Broncho Billy Anderson (1911)
- The Faithful Indian, de Broncho Billy Anderson (1911)
- Across the Plains, de Broncho Billy Anderson y Thomas H. Ince (1911)
- The Bad Man's First Prayer, de Broncho Billy Anderson (1911)
- The Indian Maiden's Lesson, de Broncho Billy Anderson (1911)
- The Bunco Game at Lizardhead, de Broncho Billy Anderson (1911)
- Alkali Ike's Auto, de Broncho Billy Anderson (1911)
- The Lucky Card, de Broncho Billy Anderson (1911)
- The Infant at Snakeville, de Broncho Billy Anderson (1911)
- Forgiven in Death, de Broncho Billy Anderson (1911)
- The Hidden Mine, de Broncho Billy Anderson (1911)
- The Sheriff's Brother, de Broncho Billy Anderson (1911)
- The Corporation and the Ranch Girl, de Broncho Billy Anderson (1911)
- The Outlaw Samaritan, de Broncho Billy Anderson (1911)
- The Two Fugitives, de Broncho Billy Anderson (1911)
- The Two-Gun Man (1911)
- A Pal's Oath, de Broncho Billy Anderson (1911)
- The Ranchman's Son, de Arthur Mackley (1911)
- Spike Shannon's Last Fight, de Broncho Billy Anderson (1911)
- A Western Girl's Sacrifice, de Broncho Billy Anderson (1911)
- The Strike at the Little Jonny Mine, de Broncho Billy Anderson (1911)
- Town Hall, Tonight, de Broncho Billy Anderson (1911)
- The Stage Driver's Daughter, de Broncho Billy Anderson (1911)
- A Western Redemption, de Broncho Billy Anderson (1911)
- The Forester's Plea, de Broncho Billy Anderson (1911)
- Outwitting Papa, de Broncho Billy Anderson (1911)
- A Cattle Rustler's Father, de Arthur Mackley (1911)
- The Desert Claim, de Arthur Mackley (1911)
- A Frontier Doctor, de Arthur Mackley (1911)
- Broncho Billy's Christmas Dinner, de Broncho Billy Anderson (1911)
- Broncho Billy's Adventure, de Broncho Billy Anderson (1911)

#### 1912
- A Child of the West, de Broncho Billy Anderson (1912)
- The Loafer, de Arthur Mackley (1912)
- Widow Jenkins' Admirers, de Broncho Billy Anderson (1912)
- The Oath of His Office, de Broncho Billy Anderson (1912)
- Broncho Billy and the Schoolmistress, de Broncho Billy Anderson (1912)
- The Deputy and the Girl, de Broncho Billy Anderson (1912)
- The Ranch Girl's Mistake, de Broncho Billy Anderson (1912)
- A Romance of the West, de Arthur Mackley (1912)
- A Ranch Widower's Daughters, de Broncho Billy Anderson (1912)
- The Bandit's Child, de Broncho Billy Anderson (1912)
- Alkali Ike Bests Broncho Billy, de Broncho Billy Anderson (1912)
- A Road Agent's Love, de Broncho Billy Anderson (1912)
- The Cattle King's Daughter, de Broncho Billy Anderson (1912)
- Alkali Ike's Boarding House, de Broncho Billy Anderson (1912)
- The Indian and the Child, de Broncho Billy Anderson (1912)
- Broncho Billy and the Bandits, de Broncho Billy Anderson (1912)
- Alkali Ike's Bride, de Broncho Billy Anderson (1912)
- The Dead Man's Claim, de Broncho Billy Anderson (1912)
- The Sheriff and His Man, de Broncho Billy Anderson (1912)
- Broncho Billy and the Indian Maid, de Broncho Billy Anderson (1912)
- Broncho Billy's Narrow Escape, de Broncho Billy Anderson (1912)
- A Story of Montana, de Broncho Billy Anderson (1912)
- The Smuggler's Daughter, de Broncho Billy Anderson (1912)
- A Wife of the Hills, de Broncho Billy Anderson (1912)
- A Moonshiner's Heart, de Broncho Billy Anderson (1912)
- Broncho Billy's Pal, de Broncho Billy Anderson (1912)
- The Loafer's Mother, de Arthur Mackley (1912)
- The Little Sheriff, de Broncho Billy Anderson (1912)
- Broncho Billy's Last Hold-Up, de Broncho Billy Anderson (1912)
- On the Moonlight Trail, de Arthur Mackley (1912)
- Alkali Ike Plays the Devil, de Broncho Billy Anderson (1912)
- Broncho Billy for Sheriff, de Broncho Billy Anderson (1912)
- The Ranchman's Trust, de Broncho Billy Anderson (1912)
- A Woman of Arizona, de Arthur Mackley (1912)
- Love on Tough Luck Ranch, de Arthur Mackley (1912)
- The Shotgun Ranchman, de Arthur Mackley (1912)
- The Outlaw's Sacrifice, de Arthur Mackley (1912)
- The Ranch Girl's Trial, de Broncho Billy Anderson (1912)
- The Mother of the Ranch, de Arthur Mackley (1912)
- The Ranchman's Anniversary, de Arthur Mackley (1912)
- An Indian's Friendship, de Broncho Billy Anderson (1912)
- The Dance at Silver Gulch, de Arthur Mackley (1912)
- Broncho Billy's Heart, de Broncho Billy Anderson (1912)
- Broncho Billy's Mexican Wife, de Broncho Billy Anderson (1912)
- The Prospector, de Arthur Mackley (1912)
- The Sheriff's Luck, de Arthur Mackley (1912)
- The Sheriff's Inheritance, de Arthur Mackley (1912)

#### 1913
- The Miner's Request, de Arthur Mackley (1913)
- The Sheriff's Child, de Arthur Mackley (1913)
- The Sheriff's Story, de Arthur Mackley (1913)
- The Ranchman's Blunder, de Arthur Mackley (1913)
- Across the Great Divide, de Arthur Mackley (1913)
- Where the Mountains Meet, de Arthur Mackley (1913)
- The Western Law That Failed, de Arthur Mackley (1913)
- A Montana Mix-Up, de Arthur Mackley (1913)
- Old Gorman's Gal, de Arthur Mackley (1913)
- The Housekeeper of Circle C, de Arthur Mackley (1913)
- The Sheriff's Honeymoon, de Arthur Mackley (1913)
- The Sheriff's Son, de Arthur Mackley (1913)
- The Sheriff's Wife, de Arthur Mackley (1913)
- The Story the Desert Told, de Arthur Mackley (1913)
- Two Western Paths, de Arthur Mackley (1913)
- The Ranch Girl's Partner, de Arthur Mackley (1913)
- A Widow of Nevada, de Arthur Mackley (1913)
- The New Sheriff, de Arthur Mackley (1913)
- The Life We Live, de Arthur Mackley (1913)
- The Daughter of the Sheriff, de Arthur Mackley (1913)
- The Two Ranchmen, de Arthur Mackley (1913)
- The Call of the Plains, de Arthur Mackley (1913)

#### 1914
- The Return of Cal Clauson (1914)
- The Deputy Sheriff's Star, de Arthur Mackley (1914)
- Dad's Outlaws (1914)
- Izzy, the Operator (1914)
- For the Sake of Kate (1914)
- The Angel of the Gulch (1914)
- The Cowboy's Chicken Dinner (1914)
- Dan Morgan's Way (1914)
- The Sheriff's Prisoner, de Arthur Mackley (1914)
- The Stolen Ore, de Arthur Mackley (1914)
- The Miner's Baby (1914)
- The Sheriff's Choice, de Arthur Mackley (1914)
- Every Man Has His Price, de Arthur Mackley (1914)
- The Badge of Office (1914)
- Bad Man Mason (1914)
- Out of the Deputy's Hands, de Raoul Walsh (1914)
- Sheriff for an Hour (1914)
- The Miner's Peril, de Arthur Mackley (1914)
- The Widow's Children (1914)
- The Hidden Message (1914)
- They Never Knew, de Arthur Mackley (1914)
- A Lucky Disappointment, de Arthur Mackley (1914)
- The Message (1914)

#### 1915
- The Girl He Brought Home (1915)
- The Terror of the Mountains (1915)
- The Lady of Dreams, de George Morrissey (1915)
- After Twenty Years (1915)
- The Express Messenger, de Arthur Mackley (1915)
- The Deputy's Chance That Won, de Arthur Mackley (1915)
- The Job and the Jewels, de Arthur Mackley (1915)
- God Is Love (1915)
- The Silent Witness (1915)

#### 1916/1925
- Pique, de Lawrence Marston (1916)
- The Honor System, de Raoul Walsh (1917)
- The Crow, de B. Reeves Eason (1919)
- Loot, de William C. Dowlan (1919)
- The Feud, de Edward LeSaint (1919)
- The Sheriff's Oath, de Phil Rosen (1920)
- Devil Dog Dawson, de Karl R. Coolidge (1921)
- Shootin' for Love, de Edward Sedgwick (1923)
- The Hurricane Kid, de Edward Sedgwick (1925)

### Director
- The Ranchman's Son (1911)
- A Cattle Rustler's Father (1911, sin confirmar)
- The Desert Claim (1911, sin confirmar)
- Papa's Letter (1911, sin confirmar)
- A Frontier Doctor (1911, sin confirmar)
- The Loafer (1912)
- Curiosity (1912)
- A Romance of the West (1912)
- The Loafer's Mother (1912)
- On the Moonlight Trail (1912, sin confirmar)
- A Woman of Arizona (1912)
- Love on Tough Luck Ranch (1912)
- The Shotgun Ranchman (1912)
- The Outlaw's Sacrifice (1912)
- The Mother of the Ranch (1912)
- The Ranchman's Anniversary (1912)
- The Dance at Silver Gulch (1912)
- The Boss of the Katy Mine (1912)
- The Prospector (1912)
- The Sheriff's Luck (1912)
- The Sheriff's Inheritance (1912)
- The Miner's Request (1913)
- The Sheriff's Child (1913)
- The Sheriff's Story (1913)
- The Ranchman's Blunder (1913)
- Across the Great Divide (1913)
- Where the Mountains Meet (1913)
- The Western Law That Failed (1913)
- A Montana Mix-Up (1913)
- Old Gorman's Gal (1913)
- The Housekeeper of Circle C (1913)
- The Sheriff's Honeymoon (1913)
- The Sheriff's Son (1913)
- The Sheriff's Wife (1913)
- The Story the Desert Told (1913)
- Two Western Paths (1913)
- The Ranch Girl's Partner (1913)
- A Widow of Nevada (1913)
- The New Sheriff (1913)
- The Life We Live (1913)
- The Daughter of the Sheriff (1913)
- The Two Ranchmen (1913)
- The Call of the Plains (1913)
- Days of the Pony Express (1913)
- The Stiletto (1914)
- The Deputy Sheriff's Star (1914)
- The Sheriff's Prisoner (1914)
- The Stolen Ore (1914)
- The Sheriff's Choice (1914)
- Every Man Has His Price (1914)
- The Miner's Peril (1914)
- They Never Knew (1914)
- The Forest Thieves (1914)
- The Joke on Yellentown (1914)
- A Lucky Disappointment (1914)
- The Express Messenger (1915)
- The Deputy's Chance That Won (1915)
- The Boundary Line (1915)
- Your Baby and Mine (1915)
- Bubbling Water (1915)
- The Job and the Jewels (1915)
- The Race Love (1915)
- A Mother's Justice (1915)
- The Ten O'Clock Boat (1915)

### Guionista
- The Prospector, de Arthur Mackley (1912)
- A Lucky Disappointment, de Arthur Mackley (1914)
- All Over a Stocking, de Al Christie (1916)

### Productor
- The Angel of the Gulch (1914)